# Association sportive Vutuka
Maillots
Actualités
L'Association sportive Vutuka Test un club de football congolais basé à Kikwit.

## Personnalités du club

### Présidents
- 2012 :   Guy Roger Limolo[1]
- 2022 :  Claude Ibalanky[2]

### Entraîneurs
- 2012 :   Luende Bongalanga
- 2016 :  Dadou Kazayako[3]
- 2017 :  Djibril Mukandila[4],[5]

## Palmarès
- UEFA KIKWIT
  - Finaliste : 2017
- UEFKIT (2)
  - Champion : 2003, 2010